# هوای توفانی
هوای توفانی (انگلیسی: The Troubled Air) نام رمانی است که توسط ایروین شاو، نویسندهٔ اهل ایالات متحده آمریکا نوشته شده‌است.